# Allopodops mississippiensis
Allopodops mississippiensis är en insektsart som beskrevs av Harris och Johnston 1936. Allopodops mississippiensis ingår i släktet Allopodops och familjen bärfisar. Inga underarter finns listade i Catalogue of Life.